# Primorsk (Oblast' di Leningrado)
Primorsk (in russo :Приморск?) è una città della Russia, che si trova nell'oblast' di Leningrado, a ovest di San Pietroburgo, situata sulla riva del golfo di Finlandia.
Le prime notizie dell'insediamento di Beresovskoe, così allora si chiamava, risalgono al 1268, come riportato dagli annali. In seguito la città venne a trovarsi in territorio svedese, prendendo il nome di Björkö e poi, dopo la grande guerra del nord, nel 1721 tornò alla Russia fino al 1918, quando passò alla Finlandia, assumendo il nome di Koivisto, per rimanerci fino al 1940, quando venne riannessa alla Russia. Durante la seconda guerra mondiale fu occupata dai nazisti dal 2 settembre 1941 al 18 luglio 1944, il 1º ottobre dello stesso anno prese il nome attuale.